# Carl August Dohrn
Carl August Dohrn, född 27 juni 1806 i Stettin, död där 10 maj 1892, var en tysk entomolog; far till Anton Dohrn.
Dohrn var sedan 1838 disponent för en sockerfabrik i Stettin, men sysslade därjämte med litteratur (han utgav 1840-44 fyra band översättningar av spanska dramer och tre häften översättningar av svenska dikter) och företrädesvis med entomologiska studier. Han redigerade entomologiska föreningens i Stettin tidskrift samt utgav 1846-66 även "Linnæa entomologica" (16 band). 